# Luigi Ferrari (calciatore)
Luigi Ferrari (fl. XX secolo) è stato un calciatore italiano, di ruolo centrocampista.

## Carriera
Ha giocato due campionati di Prima Categoria nel Brescia tra il 1914 ed il 1920, due campionati che hanno avuto tra di loro la pausa dovuta alla prima Guerra mondiale. Nel 1914-1915 giocò tutte 10 le partite più la gara di spareggio con la Milanese, facendo il suo esordio il 4 ottobre 1914 in Brescia-Modena (3-1). Nel primo campionato dopo la guerra, nel 1919-1920 giocò 17 partite e realizzò 3 reti.